# Fengqiao (sockenhuvudort i Kina, Jiangsu Sheng, lat 31,31, long 120,55)
Fengqiao (kinesiska: 枫桥街道) är en sockenhuvudort i Kina. Den ligger i provinsen Jiangsu, i den östra delen av landet, omkring 190 kilometer sydost om provinshuvudstaden Nanjing. Antalet invånare är 126 781. Befolkningen består av 63 702 kvinnor och 63 079 män. Barn under 15 år utgör 8,0 %, vuxna 15-64 år 86 %, och äldre över 65 år 5,0 %.
Runt Fengqiao är det tätbefolkat, med 849 invånare per kvadratkilometer. Närmaste större samhälle är Suzhou, 4,6 km öster om Fengqiao. Trakten runt Fengqiao är ofruktbar med lite eller ingen växtlighet.
Genomsnittlig årsnederbörd är 1 661 millimeter. Den regnigaste månaden är juni, med i genomsnitt 221 mm nederbörd, och den torraste är december, med 59 mm nederbörd.